# Saint-Georges-de-Montclard
 Saint-Georges-de-Montclard  es una comuna y población de Francia, en la región de Aquitania, departamento de Dordoña, en el distrito de Bergerac y cantón de Villamblard.
Su población en el censo de 1999 era de 268 habitantes.
Está integrada en la Communauté de communes du Pays de Villamblard .

## Demografía
| 314 | 273 | 263 | 262 | 258 | 268 |
| Para los censos de 1962 a 1999 la población legal corresponde a la población sin duplicidades (Fuente: INSEE [Consultar]) |     |     |     |     |     |